# جوزيف ريتنر
جوزيف ريتنر هو ضابط وفلاح وسياسي أمريكي، ولد في 25 مارس 1780 في مقاطعة بركس في الولايات المتحدة، وتوفي في 16 أكتوبر 1869. نشط حزبياً في مناهضة الماسونية والحزب الجمهوري. وقد انتخب عضو مجلس نواب بنسيلفانيا ‏ وانتخب List of speakers of the Pennsylvania House of Representatives ‏ وانتخب حاكم ولاية بنسلفانيا ‏ (15 ديسمبر 1835 – 15 يناير 1839).